# 堤早希
堤 早希（つつみ さき、1985年1月25日 - ）は、滋賀県湖南市出身 の元女子サッカー選手。現役時代のポジションは、MF。

## 来歴
小学2年生の時に父親の影響でサッカーを始め、プリマハムFCくノ一（後の伊賀FCくノ一）の下部組織を経てトップチームに加入。2014年にはなでしこリーグ通算200試合出場を達成した。同年12月、伊賀を退団した。
その後、ドイツ・ブンデスリーガ2部のアレマニア・アーヘンに2シーズン在籍した。
現在は、MIOびわこ滋賀レディースU-15のコーチを務める。

## 所属クラブ
- 岩根スポーツ少年団
- 1997年 - 1999年 プリマハムFCフロイライン
- 2000年 - 2003年 伊賀FCフロイライン
- 2003年 - 2014年 伊賀フットボールクラブくノ一
- 2015年 - 2017年 アレマニア・アーヘン

## 代表歴
- U-19日本女子代表
  - AFC U-19女子選手権2004[5]
- U-20日本女子代表